# Ambler (Pennsylvanie)
Pour les articles homonymes, voir Ambler.
Ambler est un borough situé au centre-est du comté de Montgomery, en Pennsylvanie, aux États-Unis,. En 2010, il comptait une population de 6 417 habitants, estimée au 1er juillet 2020 à 6 453 habitants. Le borough est incorporé le 16 juin 1888.

## Démographie
Lors du recensement de 2010, le borough comptait une population de 6 417 habitants. Elle est estimée, en 2020, à 6 453 habitants.

### Source de la traduction
- (en) Cet article est partiellement ou en totalité issu de l’article de Wikipédia en anglais intitulé « Ambler, Pennsylvania » (voir la liste des auteurs).